# Brachycolus stellariae
Brachycolus stellariae är en insektsart som först beskrevs av Hardy 1850.  Brachycolus stellariae ingår i släktet Brachycolus och familjen långrörsbladlöss. Enligt den finländska rödlistan är arten nära hotad i Finland. Arten är reproducerande i Sverige. Artens livsmiljö är torra gräsmarker. Inga underarter finns listade i Catalogue of Life.